# Cilunculus profundus
Cilunculus profundus is een zeespin uit de familie Ammotheidae. De soort behoort tot het geslacht Cilunculus. Cilunculus profundus werd in 1949 voor het eerst wetenschappelijk beschreven door Hedgpeth. 